# Windermere Jetty

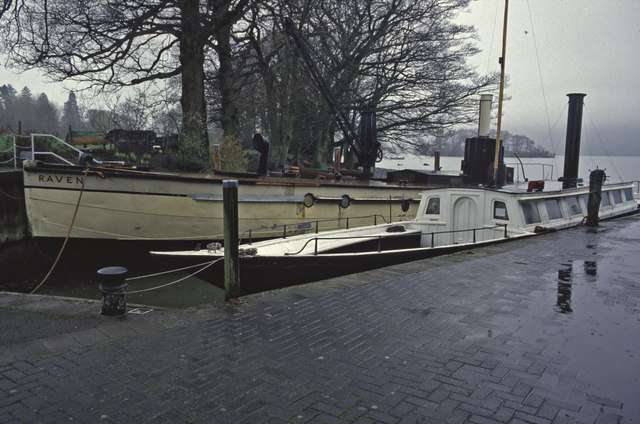
Raven

Windermere Jetty: Museum of Boats, Steam and Stories är ett privatägt brittiskt sjöfartsmuseum vid stranden av sjön Windermere mellan Bowness-on-Windermere och staden Windermere.

## Historik
Museet grundades 1977 som Windermere Steamboat Museum av den lokale byggmästaren och båtsamlaren George H. Pattinson på det tidigare båtvarvet Sand and Gravel Wharf vid sjön Windermere. Det stängdes 2007 och togs över av Lakeland Arts Trust. Det återöppnades 2019 under namnet Windermere Jetty: Museum of Boats, Steam and Stories efter en omfattande om- och nybyggnad.
Det nya museet ritades av Kevin Carmody och Andy Groarkes vid arkitektbyrå Carmoady Groarke  i London.

## Samlingar
Museet har en samling på ett 40-tal båtar, bland andra ångslupen Dolly från 1850, segelbåten Margaret från 1750 och racerbåtar. I samlingen ingår ångslupen Esperance, som byggdes 1869 för stålföretagaren Henry Schneider (1817–1887).

## Fartyg i urval
- Dolly, en 6,5 fots ångslup från 1850
- Esperance, ursprungligen en ångslup i stål, 19,8 meter lång, byggd 1869 för stålföretagaren Henry Schneider (1817–1887)
- Margaret, en 26,5 fots segelbåt byggd omkring 1780 för familjen Curween, troligen Storbritanniens äldsta segelyacht
- Osprey och Swallow, två 45 fots ångslupar från 1902 respektive 1911
- Canfly, en 8,5 meter lång motorbåt från 1922, med Rolls Royce 85 hästkrafters Hawk-motor
- Jane, en 5,8 fots Chris Craft-motorbåt från 1937, med en sexcylindrig 95 hästkrafters Chris Craft-motor
- Raven, ett 21,7 meter långt bruksfartyg i stål från 1871, med en encylindrig ångmaskin
- Branksome, en 15 meter lång ångslup från 1896, beställd av Edna Hoearth (1848-1914) på lantegendomen Langdale Chase